# 巴格努瓦捷
49°3′21″N 23°9′28″E / 49.05583°N 23.15778°E
巴格努瓦捷（烏克蘭語：Багнувате）是烏克蘭西部的村莊，隸屬利維夫州的桑比爾區。該村分別距離里基夫1.5公里、伊利尼克2公里、梅日吉里亞和扎瓦德卡3公里、祖布里齊亞5公里，始建於1654年，面積1.9平方公里，海拔高度705米，2016年人口294。